# The White Circle
The White Circle is een Amerikaanse dramafilm uit 1920 onder regie van Maurice Tourneur. Het scenario is gebaseerd op het korte verhaal The Pavilion on the Links (1880) van de Schotse auteur Robert Louis Stevenson. De film is wellicht zoekgeraakt.

## Verhaal
De Londense bankier Bernard Huddlestone vreest voor zijn leven, omdat hij geld heeft vergokt van de Carbonari, een Italiaans geheim genootschap. Hij zoekt bescherming bij de avonturier Northmour. Hij wil Bernard alleen meenemen naar zijn kasteel in Schotland op voorwaarde dat zijn dochter Clara met hem trouwt. In Schotland wordt Clara al gauw verliefd op Frank Cassilis, een oude rivaal van Northmour. Wanneer de Carbonari de schuilplaats van Bernard ontdekken, moeten de mannen samenwerken om de aanval af te slaan. Bernard beseft dat hij zijn misdaad met zijn leven moet bekopen en hij geeft zichzelf over. Northmour komt tot het besluit dat hij niet in de wieg is gelegd voor het huwelijksleven. Zo kunnen Clara en Frank eindelijk samen zijn.

## Rolverdeling
| Acteur              | Personage           |
| ------------------- | ------------------- |
| Spottiswoode Aitken | Bernard Huddlestone |
| Janice Wilson       | Clara Huddlestone   |
| Harry Northrup      | Northmour           |
| John Gilbert        | Frank Cassilis      |
| Wesley Barry        | Ferd                |
| Jack McDonald       | Gregorio            |